# اسپروس گروو
اسپروس گروو (به انگلیسی: Spruce Grove, Alberta) شهری در ایالت آلبرتا واقع در کشور کانادا است که مساحت آن ۲۶٫۴ کیلومتر مربع است و جمعیت آن در سرشماری سال ۲۰۰۶ میلادی، ۱۹٬۴۹۶ نفر بوده‌است. تراکم جمعیتی اسپروس گروو، ۷۳۸ نفر در هر کیلومتر مربع است.